# Атлас Кленке
Атлас Кленке (англ. Klencke Atlas) — географический атлас XVII века, одна из самых больших по формату книг, когда-либо создававшихся в мире.

## История
Атлас был гравирован и отпечатан по заказу голландских купцов (их возглавлял торговец сахаром Йоханнес Кленке, по имени которого известна книга) по предложению принца Иоганна Морица. Работу исполняли фирмы Блау и Гондиуса. В 1660 году атлас был преподнесён английскому королю Карлу II в честь его возвращения на престол. Атлас должен был символизировать его власть над пространством и его интеллектуальное превосходство. Король, будучи любителем географических карт, поместил атлас в Кабинете раритетов во дворце Уайтхолл. В 1828 году король Георг III передал книгу Британскому музею в составе большой коллекции. Заново атлас был обнаружен и каталогизирован в 1950-х годах, в 1961 году проведена реставрация. В 2001 году впервые был представлен широкой публике на выставке в Милане, в Великобритании также экспонировался в 2010 году.

## Описание и содержание
Формат страницы — 1,75 × 1,9 м. (5 футов 9 дюймов × 6 футов 3 дюйма), толщина 11 см (4 дюйма). Включает 41 карту, гравированную по меди, причём карты предназначались для развешивания на стене, но были сфальцованы. Карты демонстрируют преимущественно европейские страны, но есть изображение всех сахарных плантаций Суринама и большая карта полушарий Блау 1648 года. Сопроводительные тексты даны на голландском, латинском и французском языках. Даны также две карты Британских островов, в том числе единственный сохранившийся экземпляр карты Х. Алларда и Regni Angliae Tabulam Корнелиса Данкерта 1644 года. Нидерланды представлены на 8 картах, причём карта Якоба Колома настолько велика, что представлена на трёх последовательных разворотах. Представлена также большая карта Италии Блау и карта Украины Гондиуса, карты Китая, Индии и Святой земли.

## Оцифрованные изображения атласа
- Klencke Atlas. British Library. Дата обращения: 24 апреля 2019.